# Stadtmuseum Schloss Wolfsburg

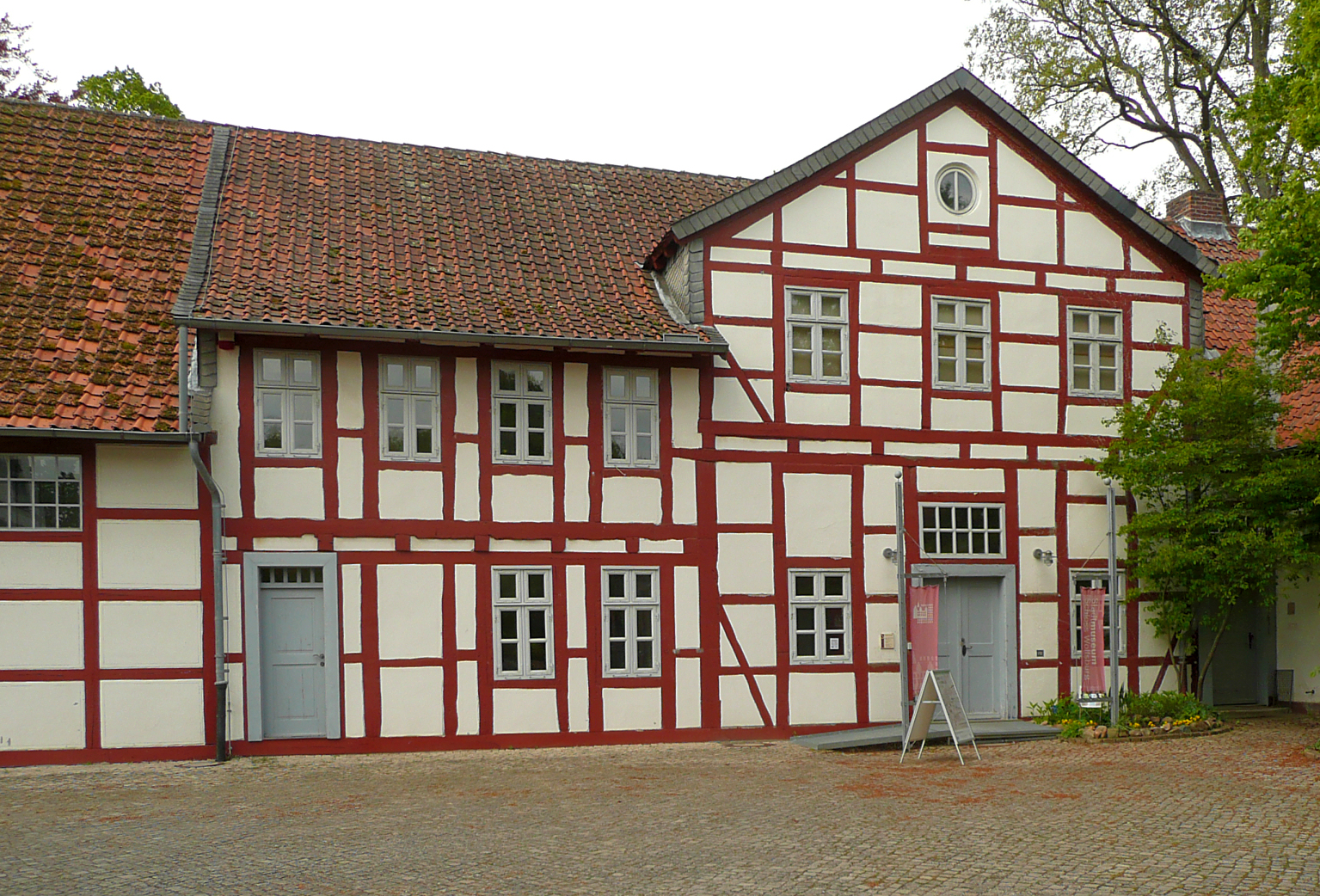
Eingang des Museums in der Remise von Schloss Wolfsburg

Das Stadtmuseum Schloss Wolfsburg im Wolfsburger Stadtteil Alt-Wolfsburg ist eins der beiden Historischen Museen der Stadt Wolfsburg. 

## Geschichte
Das Museum befindet sich seit 2000 in der Remise von Schloss Wolfsburg. Es ist ein modernes Museum zur Schloss-, Regional- und Stadtgeschichte, das in der Nachfolge des 1951 gegründeten Heimatmuseums steht. Das Heimatmuseum befand sich zunächst in der Goetheschule und ab 1980 im Gewölbekeller von Schloss Wolfsburg. 

## Dauerausstellung
In der Dauerausstellung werden Exponate und Fundstücke aus der Urgeschichte des Wolfsburger Raums gezeigt. Weiterhin wird ausführlich die Geschichte von Schloss Wolfsburg und der Grafenfamilien Bartensleben und Schulenburg dargestellt. Die dritte Komponente der Dauerausstellung ist die Geschichte der jungen Stadt Wolfsburg seit der Stadtgründung 1938. Im Obergeschoss befindet sich die Dokumentation über die Opfer der nationalsozialistischen Gewaltherrschaft, die gemeinsam mit dem städtischen Institut für Zeitgeschichte und Stadtpräsentation betreut wird.

## Sonderausstellungen
In einem zusätzlichen Raum werden mehrmals jährlich wechselnde Sonderausstellungen zu unterschiedlichen Themen präsentiert, teils mit Exponaten aus dem Museumsdepot, teils mit Leihgaben.

## Außenstellen
- Landwirtschaftsmuseum in der ehemaligen Brauscheune des Wolfsburger Gutsbetriebes
- Burgmuseum auf Burg Neuhaus (im Stadtteil Neuhaus)
- Bockwindmühle Schradersche Mühle (im Stadtteil Kreuzheide)